# Рівномірний простір
У загальній топології поняття рівномірної структури і рівномірного простору дозволяють узагальнити такі поняття аналізу і, зокрема метричних просторів, як рівномірна збіжність, рівномірна неперервність, повнота на більш широкий клас топологічних просторів. Поняття вперше було введене у 1937 році французьким математиком Андре Вейлем.

## Означення

### За допомогою оточень
Рівномірним простором називається множина з заданою на ній рівномірною структурою. Рівномірною структурою на множині {\displaystyle X} називається непуста сім'я {\displaystyle \Phi } підмножин {\displaystyle U\subseteq X\times X}, які задовольняють такі аксіоми:
1. Якщо {\displaystyle U\in \Phi }, тоді {\displaystyle \Delta \subseteq U}, де {\displaystyle \Delta =\{(x,x):x\in X\}}, тобто будь-яка множина містить діагональ.
2. Якщо {\displaystyle U\in \Phi } і {\displaystyle U\subseteq V} для {\displaystyle V\subseteq X\times X}, то також {\displaystyle V\in \Phi }.
3. Якщо {\displaystyle U\in \Phi } і {\displaystyle V\in \Phi }, то {\displaystyle U\cap V\in \Phi }. Разом із попередньою властивістю це означає, що {\displaystyle \Phi } є фільтром на {\displaystyle X\times X}.
4. Якщо {\displaystyle U\in \Phi }, то існує {\displaystyle V\in \Phi }, таке що {\displaystyle V\circ V\subseteq U}, де {\displaystyle V\circ U=\{(x,z):\exists y\in X:(x,y)\in U\wedge (y,z)\in V\}}.)
5. Якщо {\displaystyle U\in \Phi }, то {\displaystyle U^{-1}\in \Phi }, де {\displaystyle U^{-1}=\{(y,x):(x,y)\in U\}}.

Елементи сім'ї {\displaystyle \Phi } називаються оточеннями (іноді використовується французький термін антураж). 
Фундаментальною системою оточень або базою оточень називається сім'я множин {\displaystyle B\subset \Phi } така, що кожне оточення містить деяку множину з {\displaystyle B}

### За допомогою системи покриттів
Рівномірна структура на множині {\displaystyle X} може бути визначена також шляхом задання на {\displaystyle X} системи покриттів, що задовольняє наступним аксіомам.
Рівномірним простором {\displaystyle (X,\Theta )} називається множина {\displaystyle X} із сім'єю покриттів {\displaystyle \Theta }, що називаються рівномірними покриттями і утворюють фільтр щодо так званого зірчастого упорядкування. За означенням для покриттів {\displaystyle P} і {\displaystyle Q}:
{\displaystyle P<^{\star }Q\Leftrightarrow \forall A\in P\ \ \exists U\in Q:\,\forall B\in P:A\cap B\neq \emptyset \Rightarrow B\subseteq U}.
Аксіоматично сім'я покриттів {\displaystyle \Theta } має задовольняти умови:
1. {\displaystyle \{X\}} є рівномірним покриттям (тобто {\displaystyle \{X\}\in \Theta }).
2. Якщо {\displaystyle P<^{\star }Q} і {\displaystyle P} є рівномірним покриттям , то {\displaystyle Q} теє є рівномірним покриттям.
3. Якщо {\displaystyle P} і {\displaystyle Q} є рівномірними покриттями, то існує таке рівномірне покриття {\displaystyle R}, що {\displaystyle R<^{\star }P} і {\displaystyle R<^{\star }Q}.

Якщо рівномірна структура на {\displaystyle X} задана системою оточень {\displaystyle \Phi }, то система {\displaystyle \Theta } рівномірних покриттів {\displaystyle X} може бути побудована так. Для будь-якого {\displaystyle V\in \Phi } сім'я {\displaystyle \alpha (V)=\{V(x):x\in X)\}} (де {\displaystyle V(x)=\{y:(x,y)\in V\}}) є покриттям {\displaystyle X}. Покриття {\displaystyle P} належить {\displaystyle \Theta } тоді і тільки тоді, коли {\displaystyle \alpha (V)<^{\star }P} для деякого оточення {\displaystyle V\in \Phi }. Навпаки для системи рівномірних покриттів {\displaystyle \Theta } систему оточень утворюють множини виду {\displaystyle \bigcup _{P}\{A\times A:A\in P\},\ P\in \Theta } , і всілякі множини, що їх містять.

### За допомогою псевдометрик
Рівномірні простори можна ввести за допомогою псевдометрик, що особливо часто використовується у функціональному аналізі. Для псевдометрики {\displaystyle f:X\times X\rightarrow \mathbb {R} }, для різних додатних дійсних чисел {\displaystyle a} множини {\displaystyle U_{a}=f^{-1}([0,a])} утворюють фундаментальну систему оточень. Породжена цією фундаментальною системою оточень рівномірна система називається рівномірною системою породженою псевдометрикою {\displaystyle f.}
Для сім'ї псевдометрик {\displaystyle \{f_{i}\}_{i\in I}} рівномірна структура породжена сім'єю {\displaystyle \{f_{i}\}} за означенням є рівною точній верхній границі рівномірних структур породжених кожною псевдометрикою. Фундаментальна система оточень для такої рівномірної структури отримується за допомогою перетинів різних скінченних множин оточень заданих окремими псевдометриками.
Якщо сім'я псевдометрик є скінченною то породжена нею рівномірна структура може бути породженою єдиною псевдометрикою. Також якщо для рівномірної структури існує зліченна фундаментальна система оточень то вона може бути породженою єдиною псевдометрикою. В загальному випадку довільна рівномірна структура може бути породженою деякою (не обов'язково зліченною) сім'єю псевдометрик.

## Приклади
- Будь-який метричний простір {\displaystyle (M,d)} є рівномірним простором. Зокрема це випливає з того, що кожна метрика є псевдометрикою. Фундаментальною системою оточень є, наприклад, множини виду {\displaystyle \qquad U_{a}\triangleq d^{-1}([0,a])=\{(m,n)\in M\times M:d(m,n)\leq a\}.} Ця рівномірна структура на {\displaystyle M} породжує звичайну топологію метричного простору  на {\displaystyle M}. Натомість існує багато різних рівномірних структур, що породжують однакову топологію на {\displaystyle M}. Наприклад добутки метрик на скаляр породжують одну рівномірну структуру. Якщо рівномірна структура є породженою деякою метрикою, то вона називається метризовною. Рівномірна структура є метризовною тоді і тільки тоді коли вона має зліченну фундаментальну систему оточень.

- Нехай {\displaystyle d_{1}(x,y)=|x-y|} — звичайна метрика на {\displaystyle \mathbb {R} } і {\displaystyle d_{1}(x,y)=|e^{x}-e^{y}|}. Обидві метрики породжують стандартну топологію на {\displaystyle \mathbb {R} }, проте породжені ними рівномірні структури є різними, оскільки, наприклад, {\displaystyle \{(x,y):|x-y|<1\}} є оточенням в рівномірній структурі для {\displaystyle d_{1}} але не для {\displaystyle d_{2}}.

- Кожна топологічна група {\displaystyle G} (зокрема, кожен топологічний векторний простір) є рівномірним простором якщо прийняти, що підмножина {\displaystyle V\subset G\times ;G} є оточенням якщо і тільки якщо вона містить множину {\displaystyle \{(x,y):xy^{-1}\in U\}} для деякого околу {\displaystyle U} одиничного елемента групи {\displaystyle G}. Ця рівномірна структура на {\displaystyle G} називається правою рівномірною структурою на {\displaystyle G}, оскільки для кожного елемента {\displaystyle a\in G}, праве множення {\displaystyle x\to xa} є рівномірно неперервним щодо цієї рівномірної структура. Також можна ввести ліву рівномірну структуру на {\displaystyle G}; вони можуть не співпадати але породжують однакову топологію на {\displaystyle G}.
- Для кожної топологічної групи {\displaystyle G} і її підгрупи {\displaystyle H} множина лівих класів суміжності {\displaystyle G/H} є рівномірним простором щодо рівномірної структури фундаментальну систему оточень якої утворюють множини {\displaystyle {\tilde {U}}=\{(s,t)\in G/H\times G/H:\ \ t\in U\cdot s\}}, де {\displaystyle U} пробігає всі околи одиниці в {\displaystyle G}. Породжена топологія на {\displaystyle G/H} при цьому є еквівалентною фактортопології відображення {\displaystyle G\to G/H}.

## Топологія породжена рівномірною структурою
Будь-яка рівномірна структура {\displaystyle \Phi } на множині {\displaystyle X} породжує топологію. Її системою околів є {\displaystyle \forall x\in E,\ {\mathcal {V}}(x)=\{V(x)\}_{V\in \Phi }}. 
- {\displaystyle {\mathcal {V}}(a)} є непустою оскільки сім'я оточень є непустою. {\displaystyle a} належить всім множинам із {\displaystyle {\mathcal {V}}(a)}, оскільки кожне оточення містить діагональ.
- Довільна множина, що містить елемент {\displaystyle {\mathcal {V}}(a)} теж є елементом {\displaystyle {\mathcal {V}}(a)} оскільки довільна множина, що містить оточення теж є оточенням.
- Усі елементи {\displaystyle A} у {\displaystyle {\mathcal {V}}(a)} містять множину {\displaystyle B} з {\displaystyle {\mathcal {V}}(a)} таку що {\displaystyle A} є околом усіх точок мнодини {\displaystyle B} :
Припустимо, що {\displaystyle A=V(a)} для деякого оточення {\displaystyle V} і {\displaystyle B=W(a)}, для оточення {\displaystyle W} для якого {\displaystyle W\circ W\subset V}. Тоді :
  - {\displaystyle B\subset A} оскільки {\displaystyle W\subset W\circ W\subset V} (те що {\displaystyle W} є підмножиною {\displaystyle W\circ W} випливає з того, що {\displaystyle W} містить діагональ) ;
  - для всіх {\displaystyle b\in B} і всіх {\displaystyle x\in W(b)}, {\displaystyle (a,x)\in W\circ W\subset V} для {\displaystyle x\in A} : тому, {\displaystyle A} містить {\displaystyle W(b)} і тому {\displaystyle A\in {\mathcal {V}}(b)}.

- Перетин двох елементів {\displaystyle {\mathcal {V}}(a)} є елементом {\displaystyle {\mathcal {V}}(a)} оскільки перетин двох оточень є оточенням.

Топологія з цією системою околів називається топологією породженою рівномірною структурою {\displaystyle \Phi }.
Якщо топологія породжується рівномірною структурою то вона є цілком регулярною (не обов'язково гаусдорфовою). Особливе значення має випадок коли ця топологія є гаусдорфовою. У термінах оточень еквівалентною умовою є коли перетин всіх оточень є рівним діагоналі множини. У термінах систем рівномірних покриттів еквівалентною умовою є те, що для довільних двох точок множини {\displaystyle X} існує рівномірне покриття жодна множина якого не містить одночасно дві ці точки. Якщо топологія породжується рівномірною структурою то насправді всі ці умови випливають з того, що дана топологія є {\displaystyle T_{0}}-топологією. Рівномірна структура для якої справедливими є всі ці еквівалентні властивості називається віддільною.
Навпаки будь-яка цілком регулярна гаусдорфова топологія на {\displaystyle X} породжується деякою віддільною рівномірною структурою.
Як правило, існує багато різних рівномірних структур, що породжують однакову топологію на {\displaystyle X}. Зокрема, метризовна топологія може породжуватися неметризовною віддільною рівномірною структурою.
Топологія компактного гаусдорфового простору {\displaystyle X} завжди породжується рівномірною структурою. Ця структура є єдиною і є рівною системі околів простору {\displaystyle X\times X}.

## Рівномірна неперервність
Відображення {\displaystyle f:X\to Y} рівномірного простору {\displaystyle X} в рівномірний простір {\displaystyle Y} називається рівномірно неперервним, якщо для будь-якого рівномірного покриття {\displaystyle P} простору {\displaystyle Y} система {\displaystyle f^{-1}P=\{f^{-1}U:U\in P\}} є рівномірним покриттям {\displaystyle X}. Еквівалентно, якщо прообраз будь-якого оточення в {\displaystyle Y} є оточенням в {\displaystyle X}.
Будь-яке рівномірно неперервне відображення є неперервним відносно топології, породженої рівномірними структурами на {\displaystyle X} і {\displaystyle Y}. Будь-яке неперервне відображення із компактного гаусдорфового простору (який має єдину неперервну структуру, що узгоджується з топологією) у рівномірний простір є рівномірно неперервним.
Якщо рівномірні структури на {\displaystyle X} і {\displaystyle Y} породжуються метриками, то рівномірно неперервне відображення {\displaystyle f:X\to Y} є рівномірно неперервним в класичному сенсі як відображення метричних просторів.
Нехай {\displaystyle M} — підмножина рівномірного простору  {\displaystyle (X,\Phi )}. Система оточень {\displaystyle \Phi _{M}=\{(M\times M)\cap V:\,V\in \Phi \}} визначає рівномірну структуру на {\displaystyle M}. Пара {\displaystyle (M,\Phi _{M})} називається підпростором рівномірного простору {\displaystyle (X,\Phi )}. Відображення {\displaystyle f:X\to Y} рівномірного простору {\displaystyle (X,\Phi )} в рівномірний простір {\displaystyle (Y,\Phi ')} називається рівномірним вкладенням, якщо {\displaystyle f} є ін'єктивним, рівномірно неперервним і обернене відображення {\displaystyle f^{-1}:(fX,\Phi _{fX}')\to (X,\Phi )} також є рівномірно неперервним.

## Повнота
Рівномірний простір {\displaystyle X} називається повним, якщо будь-який фільтр Коші {\displaystyle F} в {\displaystyle X} (тобто такий фільтр, що для кожного оточення {\displaystyle V\in \Psi } існує множина {\displaystyle A\in F}, така що {\displaystyle (x,y)\in V} для всіх {\displaystyle x,y\in A}) має границю. Метризовний рівномірний простір є повним тоді і тільки тоді, коли метрика, що породжує його рівномірну структуру є повною. Будь-яке рівномірно неперервне відображення із щільної підмножини рівномірного простору у повний рівномірний простір може бути продовжене до рівномірного відображення на усьому просторі.
Будь-який рівномірний простір {\displaystyle (X,\Psi )} може бути рівномірно вкладений як всюди щільна підмножина в єдиний (з точністю до рівномірного ізоморфізму) повний рівномірний гаусдорфів простір {\displaystyle ({\bar {X}},{\bar {\Psi }})}, який називається поповненням {\displaystyle (X,\Psi )} і для якого існує вкладення {\displaystyle i:X\to {\bar {X}}}, таке що для будь якого рівномірного відображення {\displaystyle f:X\to Y} між рівномірними просторами існує єдине рівномірне відображення {\displaystyle g:{\bar {X}}\to Y}, таке що {\displaystyle f=g\circ i}.
Топологія поповнення рівномірного простору {\displaystyle (X,\Psi )} є компактною тоді і тільки тоді, коли неперервна структура є цілком обмеженою рівномірною структурою (тобто для будь-якого рівномірного покриття існує скінченне рівномірне покриття, що є меншим щодо зірчастого порядку). В цьому випадку поповнення є компактифікацією простору {\displaystyle X} і називається розширенням Самюеля простору {\displaystyle X} щодо рівномірної структури {\displaystyle \Psi }. Для будь-якої компактифікації {\displaystyle bX} простору {\displaystyle X} існує єдина цілком обмежена рівномірна структура на {\displaystyle X}, розширення Самюеля щодо якої збігається з {\displaystyle bX}.